# Piotr Rybiński
Piotr Rybiński herbu Dołęga – sędzia ziemski żmudzki w latach 1670–1674, surogator grodzki żmudzki w 1653 roku, podsędek żmudzki w latach 1652–1670,  pisarz grodzki żmudzki w latach 1647–1652, dworzanin skarbowy Wielkiego Księstwa Litewskiego, pułkownik w 1656 roku.
Poseł sejmiku rosieńskiego na sejm nadzwyczajny 1654 roku, sejm 1659 roku, sejm 1665 roku.
Był członkiem antyszwedzkiej konfederacji szlachty żmudzkiej, zebranej na pospolite ruszenie w Szadowie 3 czerwca 1656 roku. Był elektorem Michała Korybuta Wiśniowieckiego z Księstwa Żmudzkiego w 1669 roku. W 1674 roku był elektorem Jana III Sobieskiego z Księstwa Żmudzkiego.